# Un ciel épicé
Pour plus de détails, voir Fiche technique et Distribution.
Un ciel épicé (Πολίτικη κουζίνα, Politiki kouzina) est un film gréco-turc réalisé par Tassos Boulmetis, sorti en 2003.

## Synopsis
Professeur d'astrophysique à Athènes, Fanis doit partir pour un an à Berkeley. Mais juste avant le jour du départ, son ami médecin Thrasyvoulos lui annonce l'arrivée de son grand-père Vasilis, qu'il n'a pas revu depuis longtemps. Alors que Fanis s'apprête à le recevoir, son grand-père succombe à une crise cardiaque. Fanis se remémore son enfance à Istanbul avec son grand-père, qui lui a appris le secret des épices. 

## Fiche technique
- Titre : Un ciel épicé
- Titre original : Πολίτικη κουζίνα (Politiki kouzina)
- Réalisation et scénario : Tassos Boulmetis
- Directeur de la photographie : Takis Zervoulakos
- Musique : Evanthia Reboutsika
- Montage : Yorgos Mavropsaridis
- Production : Harry Antonopoulos et Lily Papadopoulos
- Sociétés de production : Village Roadshow Productions
- Pays d'origine :  Grèce,  Turquie
- Langue originale : Anglais, grec, turc
- Format : Couleur - 2.35.1 Cinemascope - Dolby Digital
- Genre : Comédie dramatique
- Durée : 1h48 minutes
- Date de sortie : 24 octobre 2003

## Distribution
- Georges Corraface : Fanis Iakovidis
- Ieroklis Michaelidis : Sawas Iakovidis
- Renia Louizidou : Soultana Iakovidou
- Tamer Karadağlı : Mustafa
- Başak Köklükaya : Saime
- Tassos Bandis : Grand-père Vasilis
- Stelios Mainas : Oncle Aimilios
- Odysseas Papaspiliopoulos : Fanis à 18 ans
- Markos Osse : Fanis à 8 ans
- Thodoros Exarhos : Thrasyvoulos
- Athinodoros Prousalis : Iordanis
- Kakia Panagiotou : Tante Elpiniki
- Dina Mihailidou : Dorothea
- Thémis Pánou : Osman Beis
- Gözde Akyildiz : Saime à 5 ans